# Rózsa Edit
Rózsa Edit (Bödőné Rózsa Edit, Szeged, 1961. június 1. –) magyar energetikus, politikus, 1985 és 1998 között országgyűlési képviselő (független, majd SZDSZ).

## Élete
Rózsa Tibor gépésztechnikus tervező és Árva Erzsébet általános iskolai tanár gyermekeként született. Általános iskolai tanulmányait a szegedi Rókusi Általános Iskola ének-zene tagozatán, középiskolai tanulmányait a JATE Ságvári Endre Gyakorló Gimnáziumában végezte. Érettségi után rövid ideig a Szegedi Rendelőintézet szemészeti asszisztenseként dolgozott, majd 1979-ben a Szegedi Orvostudományi Egyetem Nőgyógyászati Klinikájának segédápolónője lett. 1980-ban a városi KISZ-bizottságnál volt irodaszolga, majd a Városgazdálkodási Vállalat adminisztrátora, illetve energetikusa lett. 1982-től a Taurus Gumiipari Vállalat szegedi gyárának energetikusa volt, 1983-ban felsőfokú energetikai tanfolyamot végzett, majd 1985-ben munkaverseny-előadó lett.
Az 1985-ös országgyűlési választáson Csongrád megye 3. számú, Szeged központú választókerületében pártonkívüliként, 24 évesen választották képviselővé, MSZMP-tag ellenfelét legyőzve. Az Országgyűlésben a kulturális és ifjúsági bizottság, illetve az ifjúsági és sportbizottság tagja lett. 1987-től 1988-ig a Taurus Gumigyár üzemi KISZ-titkáraként dolgozott, majd első képviselőként kérte, hogy függetlenítsék, ekkor fizetés nélküli szabadságot kapott, és ezentúl főállásban látta el képviselői munkáját. 
1988-ban a bős-nagymarosi vízlépcső megépítése ellen szavazott. Az év decemberétől Balla Éva képviselővel közösen szervezett független szakértők részvételével folytatott alternatív képviselői döntés-előkészítő konzultációkat. 1988-ban a reformköri mozgalmak hatására belépett a Magyar Szocialista Munkáspártba, de 1989 elején kilépett a pártból, így tiltakozva a háromoldalú politikai egyeztető tárgyalásokon a pártvagyon kérdésében képviselt MSZMP-vélemény ellen, ekkor ismét független képviselő lett. A házszabály módosításakor javaslatára született meg a tényleges vitákat lehetővé tevő kétperces viszontválasz intézménye, majd törvényjavaslatban indítványozta, hogy a képviselő-jelöltség feltételei közül töröljék a Hazafias Népfront programjának kötelező elfogadását, emellett közreműködött a gyermekek jogairól szóló ENSZ-határozatok ratifikálásában is.
1990 januárjában alapítója volt az SZDSZ-frakciónak, majd februárban tagja lett a Szabad Demokraták Szövetségének is. Az 1990-es országgyűlési választáson pártja országos listájának 18. helyéről szerzett mandátumot, az Országgyűlésben az oktatási, ifjúsági és sport bizottság tagja, a választási és mandátumvizsgáló bizottság titkára és a társadalmi szervezetek költségvetési támogatását koordináló bizottság alelnöke lett, valamint tagja volt a Gyermeki Jogok Magyarországi Bizottságának is. Az SZDSZ-frakció gyermek- és ifjúságügyi szóvivője, illetve a frakció titkára volt. 1991-től 1993-ig a Századvég Politikai Iskola hallgatója volt. 1993-ban részt vett a nők önrendelkezési jogát biztosító törvény megalkotásában.
Az 1994-es országgyűlési választáson az SZDSZ Csongrád megyei területi listájáról jutott a parlamentbe, az Országgyűlésben a kulturális és sajtó bizottság tagja, a társadalmi szervezetek költségvetési támogatását előkészítő bizottság alelnöke és az ifjúsági és gyermekérdekvédő társadalmi szervezeteket támogató albizottság elnöke lett. 1995-től 1997-ig elnökségi tagja volt az SZDSZ Országos Tanácsának. Egyik kidolgozója volt 1996-ban az SZJA 1 %-ról szóló és 1997-ben a közhasznú szervezetekről szóló törvényeknek, illetve kezdeményezője az 1998-ban elfogadott, a fogyatékosok esélyegyenlőségét biztosító törvénynek. Az 1998-as országgyűlési választáson nem szerzett mandátumot.
Elvált, lánya Bödő Edit (1978).